# Мария Тереза де Бурбон
Мария Тереза де Бурбон (фр. Marie Thérèse de Bourbon, 1 февраля 1666, Отель Конде — 22 февраля 1732, Париж) — принцесса крови, дочь Анри Жюля де Бурбона, принца Конде, и Анны Генриетты Пфальц-Зиммернской.

## Биография
Мария Тереза де Бурбон была известна как мадемуазель де Бурбон; она была названа в честь Марии Терезии Испанской, жены короля Людовика XIV.
Изначально её планировали выдать замуж за Эммануила Филиберта Савойского-Кариньянского, но 22 января 1688 года в часовне Версаля Мария Тереза вышла замуж за Франсуа Луи, принца Конти. Она сильно любила своего мужа, однако он в свою очередь не был так увлечён молодой супругой. Известно, что у него был роман с невесткой жены, герцогиней де Бурбон; также ходили слухи о его гомосексуальных предпочтениях. Он не уделял своей жене много внимания.
У Марии Терезы были сложные отношения со своими детьми, поэтому они жили в различных резиденциях Конти, главным образом в Шато-де-Л’Иль-Адам. После смерти принца Конти семья примирилась. Мария Тереза известна своей скромностью и благочестием, которую многие восхваляли при дворе.
В 1709 году её муж умер в Париже. Она занялась реконструкцией резиденций дома Конти, начиная с Отеля де Конти. Она поручила работу Роберту де Коту, первому архитектору короля.
В 1713 году её старшая дочь Мария Анна вышла замуж за Луи Анри, герцога де Бурбон и сына бывшей любовницы её мужа, Луизы Франсуазы де Бурбон, принцессы Конде. Свадьба была двойной: в тот же день в Версале её сын, принц Конти, женился на дочери Луизы Франсуазы, Луизе Елизавете де Бурбон.
Мария Тереза скончалась 22 февраля 1732 года в Отеле де Конти, вероятно, из-за сифилиса. Она была похоронена в церкви Святого Андрея Аркского в Л’Иль-Адам.

## Дети
- Мария Анна де Бурбон-Конти, мадемуазель де Конти (18 апреля 1689 — 21 марта 1720), муж (с 1713) — Луи IV Анри де Бурбон-Конде, оставила потомство
- ребёнок (18 ноября 1693 — 22 ноября 1693), умер в младенчестве
- принц де Ла-Рош-сюр-Йон (1 декабря 1694 — 25 апреля 1698), умер в детстве
- Луи Арман II де Бурбон, принц де Конти (10 ноября 1695 — 4 мая 1727); жена (с 1713) — Луиза Елизавета де Бурбон, оставил потомство
- Луиза Аделаида де Бурбон-Конти (2 ноября 1696 — 20 ноября 1750), умерла незамужней
- мадемуазель д’Але (19 ноября 1697 — 13 августа 1699), умерла в детстве
- Луи Франсуа де Бурбон, граф д’Але (27 июля 1703 — 21 января 1704), умер в детстве